# 塞納奇懷恩鎮區 (伊利諾伊州帕特南縣)
塞納奇懷恩鎮區（英語：Senachwine Township）是位於美國伊利諾伊州帕特南縣的一個行政鎮區。

## 地方資料
根據2010年美國人口普查的數據，塞納奇懷恩鎮區的面積為103.80平方千米，當中陸地面積為82.50平方千米，而水域面積為21.30平方千米。當地共有人口712人，而人口密度為每平方千米6.86人。